# 7 Wonders
7 Wonders ist ein Brettspiel vom Typ eines Aufbauspiels mit starken Elementen eines Kartenspiels von Antoine Bauza, das 2010 bei Repos Production erschien. Das Spiel für drei bis sieben Spieler, mit einer Sonderregel auch für zwei Spieler, ab 10 Jahren wurde 2011 als erstmals verliehenes Kennerspiel des Jahres im Rahmen des Spiel-des-Jahres-Spielepreis ausgezeichnet und erhielt im selben Jahr den Deutschen Spielepreis. International wurde es mit dem Prix du Jury des französischen Spielepreises As d’Or – Jeu de l’Année ausgezeichnet, erhielt den International Gamers Award in der Kategorie Strategiespiel mit mehr als zwei Personen und stand auf der Nominierungsliste des niederländischen Spielepreises Nederlandse Spellenprijs.

## Thema und Ausstattung
Thema von 7 Wonders ist der Bau der Sieben Weltwunder, jeder Spieler baut über drei Zeitalter eine antike Stadt mit je einem der Weltwunder. Das Spiel lebt vom ständigen Austausch der Spieloptionen in Form von Karten und der Interaktion jedes Spielers mit seinen beiden unmittelbaren Nachbarn. Die Züge aller Spieler einer Runde finden simultan statt, so dass die Spieler nicht darauf warten müssen, an die Reihe zu kommen und ein Spiel nur 30 Minuten nach Angaben des Verlags oder rund 40 Minuten nach Angaben der Jury des Spiels des Jahres dauert.
Die sieben Städte werden durch großformatige Karten dargestellt, auf denen für den Start einer von sieben Rohstoffen vorgegeben ist, den sie produziert. Außerdem sind Preis und Ertrag der drei Stufen angegeben, mit denen der jeweilige Spieler sein Weltwunder bauen kann. Jede Karte hat zwei Seiten (A und B), auf denen Preise und Ertrag variieren.
Alle Spielzüge finden über Karten statt, die Bauwerke symbolisieren und die jeder Spieler an seiner Stadt auslegt. Einzelne Wertungen und Geldstücke werden durch Pappplättchen dargestellt.
Die Grafik von Miguel Coimbra setzt auf stimmungsvolle, oft dramatische Zeichnungen mit kräftigen Farben und klaren Symbolen.
Eine normale Spielrunde ist erst ab mindestens drei Spielern möglich. Ein paar zusätzliche Regeländerungen erlauben auch ein Spiel zu zweit, wird aber Anfängern nicht empfohlen.

## Ablauf
Jedes der drei Zeitalter hat sechs Runden, in denen jeder Spieler je ein Bauwerk seiner Stadt errichtet. Bauwerke funktionieren als Manufakturen, die Rohstoffe produzieren, Handelseinrichtungen, mit denen der Austausch von Rohstoffen zwischen Spielern erleichtert wird, Wissenschaftsbauten, die je nach Konzentration auf eine von drei Sparten oder Ausgewogenheit wertvoll sind, Militäreinrichtungen und Prestigebauten von zwei Typen, die direkt oder indirekt Siegpunkte erbringen.
Die Karten jedes Zeitalters werden separat gemischt und jeder Spieler erhält davon verdeckt 7 Karten. Jeder Spieler wählt nun eine von seinen 7 Karten und legt sie verdeckt vor sich ab, die übrigen Karten gibt er verdeckt an seinen Nachbarn. Dabei wechseln die Karten in den Phasen 1 und 3 im Uhrzeigersinn, in Phase 2 dagegen, damit ein Spieler nicht immer nur mit demselben Nachbarn interagiert.
Haben alle Spieler eine Karte gewählt, decken sie diese auf und können die Gebäude bauen, wenn ihnen die dafür notwendigen Rohstoffe entweder zur Verfügung stehen oder sie diese von ihren Nachbarn kaufen können. Die Abwicklung des Kaufes ist im Spiel nicht näher ausgeprägt, wenn einer der Nachbarn des Spielers einen benötigten Rohstoff produziert, zahlt der Spieler den für alle Rohstoffe gleichen Preis an den Produzenten und darf dann über den Rohstoff in dieser Runde verfügen. Eine Zustimmung des abgebenden Spielers ist nicht erforderlich, jede Rohstoffquelle kann gleichzeitig auch vom Spieler selbst und beiden Nachbarn benutzt werden. Bereits angelegte Gebäude können durch auf den Karten angegebene Eigenschaften den Preis für Rohstoffe bei späteren Bauten mindern oder entfallen lassen. Alternativ kann der Spieler einen Bauschritt seines Weltwunders errichten. Dazu investiert er die auf seiner Stadtkarte für diesen Schritt angegebenen Rohstoffe und schiebt eine beliebige Karte umgedreht halb unter die Stadtkarte. Soweit Gebäude Eigenschaften haben, die sich sofort auswirken, werden sie anschließend ausgewertet. Das bezieht sich überwiegend auf Einkommen in Geld. Als weitere Option kann der Spieler die Karte verdeckt abwerfen und dafür Geld erhalten.
In den folgenden Runden wird analog mit den vom Nachbarn erhaltenen Karten verfahren. Die Eigenschaften des soeben angelegten Gebäudes können sofort genutzt werden. Baufortschritte der Weltwunder können ebenfalls Eigenschaften für künftige Runden und Zeitalter haben. Haben die Spieler nur noch zwei Karten auf der Hand, bauen sie eine an und werfen die letzte ab. Es folgt als Abschluss des Zeitalters eine Konfliktwertung, bei der jeder Spieler nur seine militärische Stärke mit seinen Nachbarn vergleicht. Der direkte Vergleich erbringt Wertungsplättchen, die in der Schlusswertung zählen, wobei Siege im Fortschritt der Phasen wertvoller werden, ohne dass Niederlagen einen höheren Nachteil ergeben.
Das Spiel endet nach dem 3. Zeitalter. Für jeden Spieler werden alle Wertungsbereiche ausgerechnet und addiert. So ergibt sich ein Gesamtergebnis an Siegpunkten und die Schlusswertung.

## Zielgruppe und Spielprinzip
Der neue Preis eines Kennerspiels des Jahres innerhalb der Spiel des Jahres-Auszeichnung soll die Ausrichtung des Spielepreises auf komplexe Spiele für erfahrene Spieler erweitern. Während das Spiel des Jahres immer ein Familienspiel ist, das auch für jüngere Kinder zugänglich ist, richtet sich das Kennerspiel an „Menschen, die bereits trainiert im Umgang mit Spielen sind.“ Die Rezension lobt es für die gleichzeitige Aktivität aller Spieler und das „positive Spielerlebnis“, wenn „beinahe im Minutentakt Karten in die eigene Auslage wandern.“ Es funktioniert „in allen möglichen Besetzungen wunderbar“ und „dieses variantenreiche Spiel [hat] hohen Wiederspielreiz.“
7 Wonders erfordert vom Spieler, sich in die Bedürfnisse einer antiken Stadt einzudenken. Als erstes muss die Versorgung mit den vier klassischen Rohstoffen Holz, Lehm, Stein und Erz gesichert werden, bald kommen Papier, Glas und Textil hinzu. Rohstoffe kann eine Stadt selbst produzieren, wenn der Spieler Karten mit den entsprechenden Manufakturen auf die Hand bekommt und sie auslegen kann. Oder er erwirbt sie von seinen Nachbarn, wobei ausgelegte Infrastrukturkarten des Handels die Preise für den Käufer vorteilhaft beeinflussen können.
Jenseits der Rohstoffe gibt es eine große Zahl von Optionen, zwischen denen ein Spieler je nach Karten auf der Hand und der Strategie der Nachbarn wählen kann. Geldvorrat am Spielende, Handelsinfrastruktur, Wissenschaftliche Einrichtungen in drei verschiedenen Sparten, militärische Erfolge, Prestigebauten einschließlich des Weltwunders und Gilden bringen direkt oder indirekt Siegpunkte und stellen daher mögliche Spezialisierungen dar.

## Auszeichnungen
- 2010: Tric Trac d’Or
- 2010: Swiss Gamers Award[2]
- 2011: Kennerspiel des Jahres
- 2011: Deutscher Spielepreis: 1. Platz
- 2011: As d’Or – Jeu de l’Année, Prix du Jury[3]
- 2011: Spiel der Spiele - Spiele Hit mit Freunden
- 2011: International Gamers Award General Strategy, Multi-Player category: Sieger
- 2011: À-la-carte-Kartenspielpreis: 1. Platz
- 2011: Niederländischer Spielepreis: nominiert
- 2012: MinD-Spielepreis des Vereins Mensa in Deutschland[4]

## Auflagen und Erweiterungen
7 Wonders erschien 2010 bei dem französischen Spieleverlag Repos Production auf Deutsch, Englisch und Französisch sowie bereits im gleichen Jahr und in den Folgejahren in Lizenz bei zahlreichen weiteren Verlagen. Die Gestaltung stammte von dem französischen Grafiker Miguel Coimbra. Nach und nach erschienen für diese Version mehrere Erweiterungen.
Offizielle Erweiterungen
- 7 Wonders Leaders führt als zusätzliches Element pro Mitspieler vier prominente Staats- und Militärführer der antiken Welt ein. Außerdem liegen eine weitere Weltwunderkarte mit dem römischen Kolosseum und neue Gilden-Karten bei. Die Anführer-Karten werden in einer zusätzlichen Rekrutierungsphase vor jedem Zeitalter verteilt und bringen sofort oder am Spielende Vorteile.[5]
- 7 Wonders Cities ist die zweite offizielle Erweiterung des Hauptspiels. Mit dieser werden deutlich mehr Interaktionen zwischen den einzelnen Spielern ermöglicht, welche vor allem durch die neuen schwarzen Stadt-Karten gefördert werden. Mit Cities kommen zwei neue „Weltwunder“, neue Leaders-Karten sowie Gilden hinzu. Auch der Team-Modus und das Spiel zu acht Spielern wird durch dieses ermöglicht.[6]
- 7 Wonders Babel stellt die dritte offizielle und die erste große  Erweiterung des Hauptspiels dar. Hier wurden dem Spiel gleich zwei komplett neue Komponenten hinzugefügt, welche einzeln oder gemeinsam verwendet werden können: Der Turm zu Babel stellt durch die Spieler gesteuert wechselnde Gesetze auf, die jeweils für alle Spieler Vor- oder Nachteile bringen. Die zweite Komponente beinhaltet sogenannte Bauvorhaben, die von allen Spielern gemeinsam gebaut werden können, und je nach Erfolg für alle beteiligten Spieler Vor- oder für alle nicht beteiligten Spieler Nachteile erwirken können.[7]
- 7 Wonders Armada heißt eine weitere 7 Wonders Erweiterung und bereichert das Spiel durch die erhöhte Interaktion zwischen den Spielern. Die Dynamik des Spiels verändert sich leicht, aber die Siegbedingungen sind identisch mit denen des 7-Wonders-Basisspiels. Jedoch kommen Schiffe, Seeschlachten und Inselerkundung hinzu. Natürlich damit einhergehend auch neue Zeitalterkarten.[8]

Sonstige Erweiterungen
- Als Werbemaßnahme bot der Verlag eine 8. Weltwunderkarte an, die das belgische Manneken Pis als zusätzliches Spielbrett einführte.[9]
- Als Werbematerial verbreitete der Verlag eine zusätzliche Leaders-Karte mit dem Motiv Stevie Wonder.[10]
- Catan: 2011 wurde vom Verlag zur Feier der Verleihung des Kennerspiels des Jahres die Insel Catan aus dem Spiel Die Siedler von Catan als zusätzlicher Weltwunder-Spielplan aufgelegt und auf den Internationalen Spieltagen 2011 in Essen am Stand von Kosmos und Repros Produktion gegen eine Spende an „Aktion Deutschland Hilft“ abgegeben.[11]
- Als neue Leader-Karte wurde Louis Armstrong Anfang 2012 als Werbematerial vom Verlag verteilt.[12]
- 2012 erschien die Leader-Karte Esteban.[13] Auf ihr ist der Sohn von Antoine Bauza abgebildet, der während der Entwicklung der Cities Erweiterung geboren wurde. Sie wurde nur von Bauza selbst auf Messen verteilt, die er besuchte.[14]
- 4 zusätzliche Weltwunder enthält das 2013 veröffentlichte „Wonder Pack“. Die neuen Weltwunder sind Die Große Mauer, Abu Simbel, Stonehenge und eine überarbeitete Version von Manneken Pis
- Eine weitere Promo-Karte erschien 2014 zum World TableTop-Day mit Wil Wheaton als Leader-Karte.[15]

Im Jahr 2020 veröffentlichte Repus Production eine vollständig neu gestaltete Version des Spiels als „2nd Edition“ zusammen mit den Erweiterungen Leaders, Cities und Armada, allerdings nicht die Erweiterung Babel.
Für ein optimiertes Spiel mit zwei Spielern hat Repos Production 2015 eine eigene Variante des Spiels unter dem Namen 7 Wonders Duel auf dem Markt gebracht, das 2016 in die Empfehlungsliste des Kennerspiel des Jahres aufgenommen wurde. Das 2021 erschienene 7 Wonders: Architects stellt dagegen eine Familienspielvariante mit stark vereinfachten Regeln dar.

## Einsatz bei Meisterschaften
- Im Oktober 2011 war es eins der vier Brettspiele, das auf der europäischen Brettspielmeisterschaft gespielt wurde.
- 2012 bei den regionalen Vorentscheidungen zur Deutschen Mannschaftsmeisterschaft im Brettspiel.